# دیدارهای فوتبال ایران و جمهوری ایرلند
تیم ملی ایران و تیم ملی جمهوری ایرلند تاکنون ۳ بار در مقابل یکدیگر قرار گرفته‌اند. حاصل این بازیها، ۱ برد برای تیم ملی ایران و ۲ برد برای تیم ملی جمهوری ایرلند بوده است 
در این بازیها جمعاً ۶ گل به ثمر رسیده است که ۲ گل سهم تیم ملی ایران و ۴ گل سهم تیم ملی جمهوری ایرلند میباشد
حساس‌ترین بازی بین این دو تیم در تاریخ ۲۴ آبان ۱۳۸۰ در ورزشگاه آزادی تهران در مرحله پلی‌آف راهیابی به جام جهانی ۲۰۰۲ برگزار شد
ایران که بازی رفت را در دوبلین با دو گل واگذار کرده بود به فکر جبران بود ولی حملات این تیم در دقیقه نود ثمر نشست و ایران با ضربه سر یحیی گل‌محمدی به گل اول رسید و زمان دیگر اجازه نداد تا حماسه ملبورن و اینبار در تهران تکرار شود

## اولین بازی
اولین بازی بین این دو تیم در تاریخ ۲۱ خرداد ۱۳۵۱ در مسابقات استقلال برزیل در رکیف برگزار شده است که با پیروزی دو بر یک تیم ملی جمهوری ایرلند به پایان رسیده است

## بهترین برد
بهترین و تنها برد تیم ملی ایران در برابر تیم ملی جمهوری ایرلند با نتیجه ۱ بر ۰ در سال ۱۳۸۰ به دست آمده است
بهترین برد تیم ملی جمهوری ایرلند  در برابر تیم ملی ایران با نتیجه ۲ بر ۰ در سال ۱۳۸۰ به دست آمده است

## فاصله بین بردها
تیم ملی جمهوری ایرلند تجربه کسب برد در دو بازی متوالی در برابر تیم ملی ایران را دارد

## بررسی کلی بازیها
| بردهای ایران         | ۱ بازی |                     | گل‌های ایران | ۲ گل                                |        | بازی‌های برگزار شده در ایران | ۱ بازی |
| مساوی                | ۰ بازی | گل‌های جمهوری ایرلند | ۴ گل        | بازی‌های برگزار شده در کشور بی‌طرف    | ۱ بازی |                             |        |
| بردهای جمهوری ایرلند | ۲ بازی |                     |             | بازی‌های برگزار شده در جمهوری ایرلند | ۱ بازی |                             |        |
| مجموع بازی‌ها         | ۳ بازی | مجموع گل‌ها          | ۶ گل        | مجموع بازی‌ها                        | ۳ بازی |                             |        |

## عنوان بازیها
| #   | عنوان بازی        | تعداد بازی | برد ایران | برد جمهوری ایرلند | مساوی |
| --- | ----------------- | ---------- | --------- | ----------------- | ----- |
| ۱   | مقدماتی جام جهانی | ۲          | ۱         | ۱                 | ۰     |
| ۲   | بازی دوستانه      | ۱          | ۰         | ۱                 | ۰     |
| جمع | جمع               | ۳          | ۱         | ۲                 | ۰     |

| عملکرد دو تیم در بازیهای رسمی | عملکرد دو تیم در بازیهای رسمی | عملکرد دو تیم در بازیهای رسمی | عملکرد دو تیم در بازیهای رسمی |
| ----------------------------- | ----------------------------- | ----------------------------- | ----------------------------- |
| بازی                          | برد ایران                     | برد جمهوری ایرلند             | مساوی                         |
| ۲ بازی                        | ۱ بازی                        | ۱ بازی                        | ۰ بازی                        |

## میزبان و میهمان
| بازیهایی که در ایران برگزار شده است         | بازیهایی که در ایران برگزار شده است | بازیهایی که در ایران برگزار شده است | بازیهایی که در ایران برگزار شده است |
| تیم                                         | برد                                 | مساوی                               | باخت                                |
| ------------------------------------------- | ----------------------------------- | ----------------------------------- | ----------------------------------- |
| ایران                                       | ۱                                   | ۰                                   | ۰                                   |
| جمهوری ایرلند                               | ۰                                   | ۰                                   | ۱                                   |
| بازیهایی که در جمهوری ایرلند برگزار شده است |                                     |                                     |                                     |
| تیم                                         | برد                                 | مساوی                               | باخت                                |
| ایران                                       | ۰                                   | ۰                                   | ۱                                   |
| جمهوری ایرلند                               | ۱                                   | ۰                                   | ۰                                   |
| بازیهایی که در کشوری بی‌طرف برگزار شده است   |                                     |                                     |                                     |
| تیم                                         | برد                                 | مساوی                               | باخت                                |
| ایران                                       | ۰                                   | ۰                                   | ۱                                   |
| جمهوری ایرلند                               | ۱                                   | ۰                                   | ۰                                   |

## فهرست کلی بازیها
| # | تاریخ     | نتیجه بازی                | ورزشگاه / شهر               | عنوان بازیها           | گلزنان                                                |
| - | --------- | ------------------------- | --------------------------- | ---------------------- | ----------------------------------------------------- |
| ۳ | ۱۳۸۰/۸/۲۴ | ایران ۱ - ۰ جمهوری ایرلند | آزادی، تهران                | مقدماتی جام جهانی ۲۰۰۲ | یحیی گل‌محمدی (۹۰)                                     |
| ۲ | ۱۳۸۰/۸/۱۹ | ایران ۰ - ۲ جمهوری ایرلند | ورزشگاه لنزداون رود، دوبلین | مقدماتی جام جهانی ۲۰۰۲ | ایان هارت (۴۵-پ) – رابی کین (۵۱)                      |
| ۱ | ۱۳۵۱/۳/۲۱ | ایران ۱ - ۲ جمهوری ایرلند | ورزشگاه سانتا کروز ، رکیف   | جام استقلال برزیل      | پرویز قلیچ‌خانی (۱۳) ** میک لایک (۴۹) – دان گیونز (۶۹) |

## گلزنان
کلا ۲ بازیکن با پیراهن تیم ملی ایران موفق به گشودن دروازه تیم ملی جمهوری ایرلند شده‌اند.
پرویز قلیچ‌خانی و یحیی گل‌محمدی بازیکنانی هستند که برای ایران در برابر این تیم گلزنی کرده‌اند
چهار بازیکن هم برای تیم ملی جمهوری ایرلند گلزنی کرده‌اند